# Frackdach

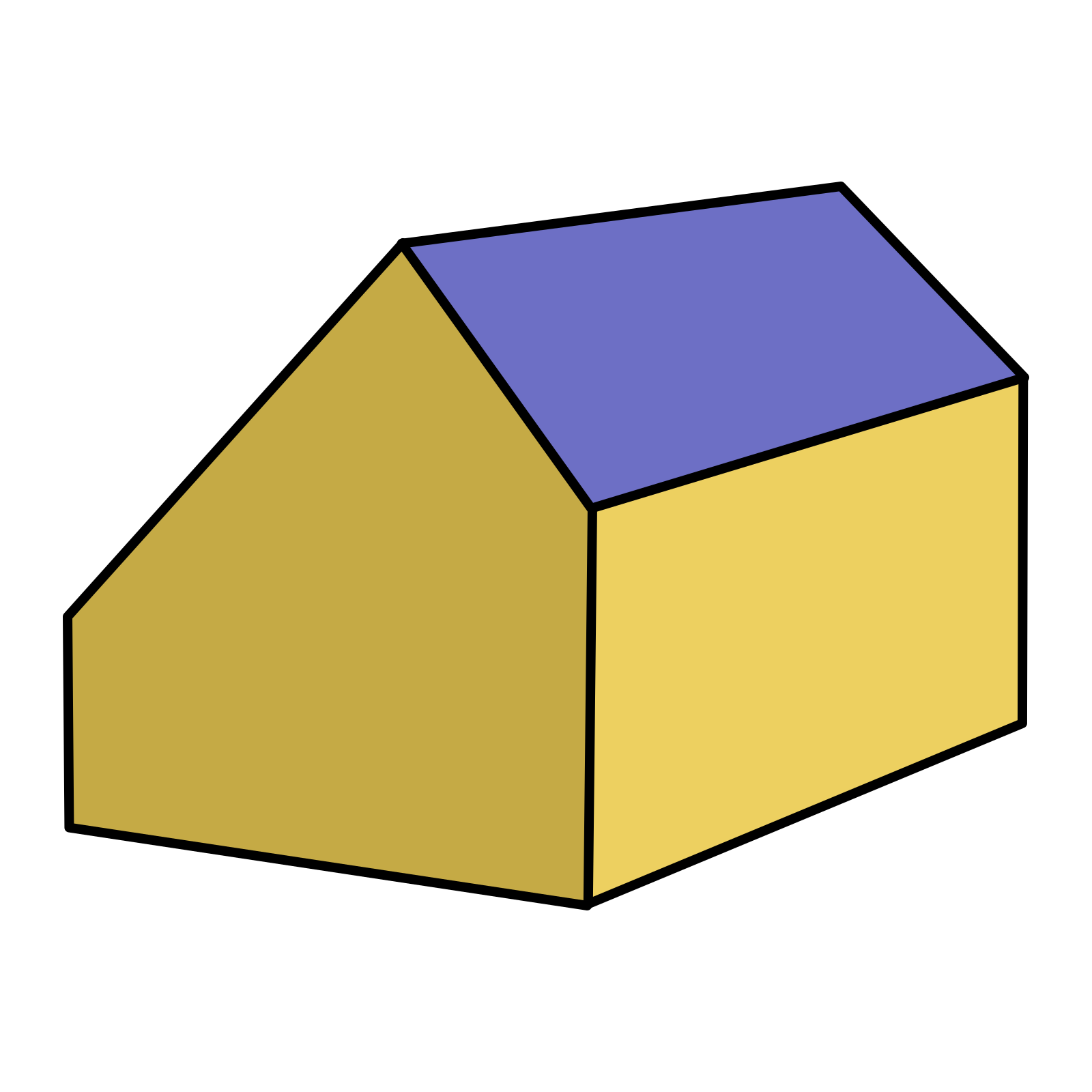
Frackdach

Das Frackdach ist eine Sonderform des Satteldaches, es wird wegen seiner ungleich langen Dachflächen auch als „einhüftiges“ oder als „eineinhalbgädiges“ Dach bezeichnet.

## Beschreibung, Verwendung
Bei der Dachform des Frackdaches fehlt auf einer Traufseite ein Geschoss. Bei traufständigen Häusern in geschlossenen Wohngebieten ist das regelmäßig die Hausrückseite. Das unterscheidet die Dachform des Frackdaches deutlich von der Dachverlängerung des Schleppdaches.
Frackdächer finden sich bei Wohnstallhäusern und Wohnhäusern in Oberfranken, so z. B. unter den Baudenkmälern von Zell im Fichtelgebirge, Helmbrechts, Hohenberg an der Eger oder Schwarzenbach an der Saale. Das älteste, heute bekannte, mit einem Frackdach gedeckte Haus wurde im Jahr 1421 in Bad Windsheim errichtet, und in den Jahren 1980 bis 2000 ins Freilichtmuseum Bad Windsheim transloziert. Es steht unter Denkmalschutz unter der Nummer D-5-75-112-75.
Das Frackdach ist auch ein besonderes Kennzeichen des kleinbäuerlichen Haustyps Staudenhaus aus der Region Stauden südwestlich von Augsburg. Die Sonnenseite von Staudenhäusern wurde zweistöckig, die Wetterseite einstöckig ausgeführt. Nur sehr wenige Staudenhäuser sind erhalten. Ein strohgedecktes Staudenhaus befindet sich neben dem Kloster Oberschönenfeld und kann als Museum besichtigt werden. Ein weiteres denkmalgeschütztes Staudenhaus befindet sich in Augsburg-Haunstetten.

## Beispiele

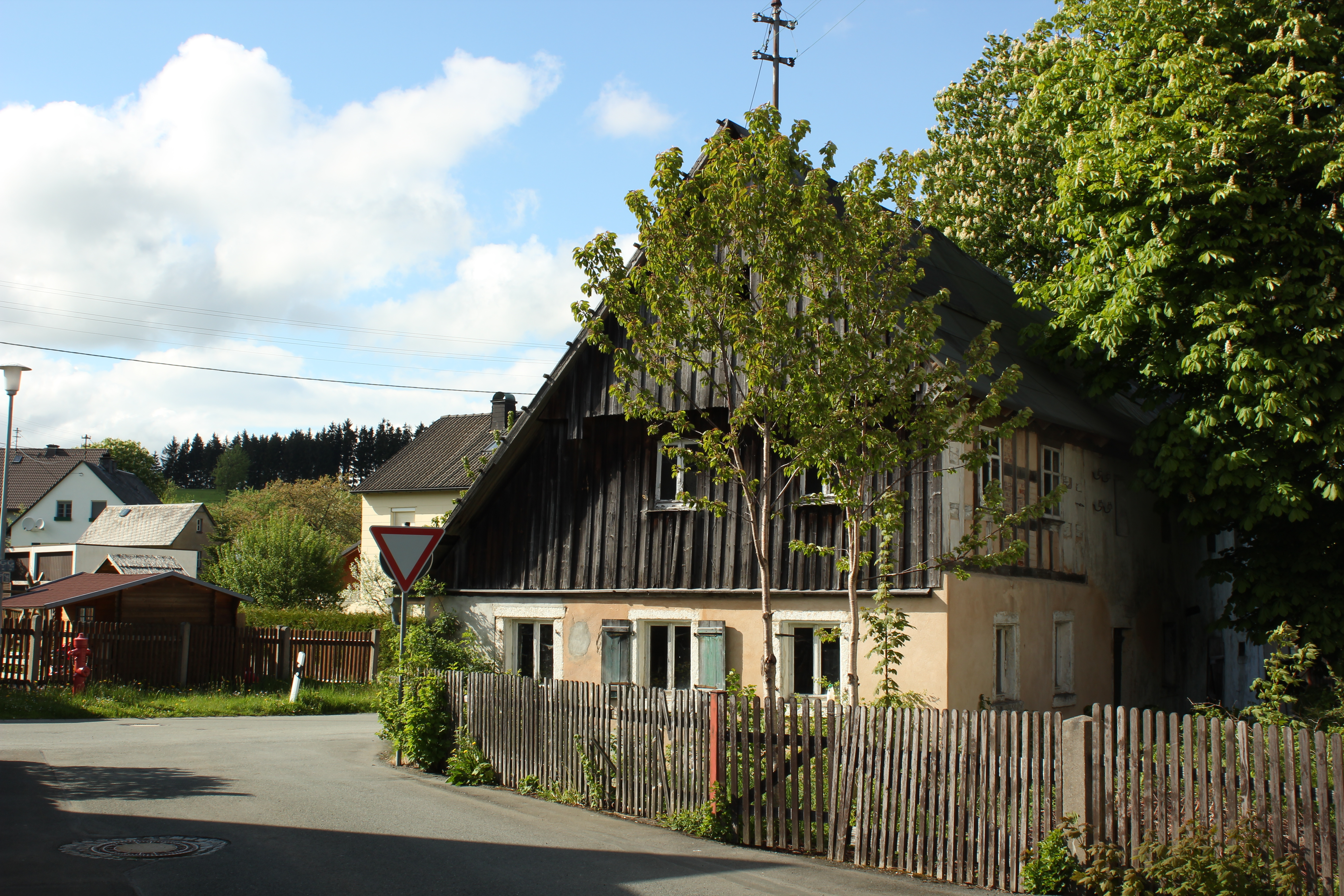
Kleinschwarzenbach: Wohnstallhaus mit strohgedecktem Frackdach und Fachwerkobergeschoss, 18. Jahrhundert
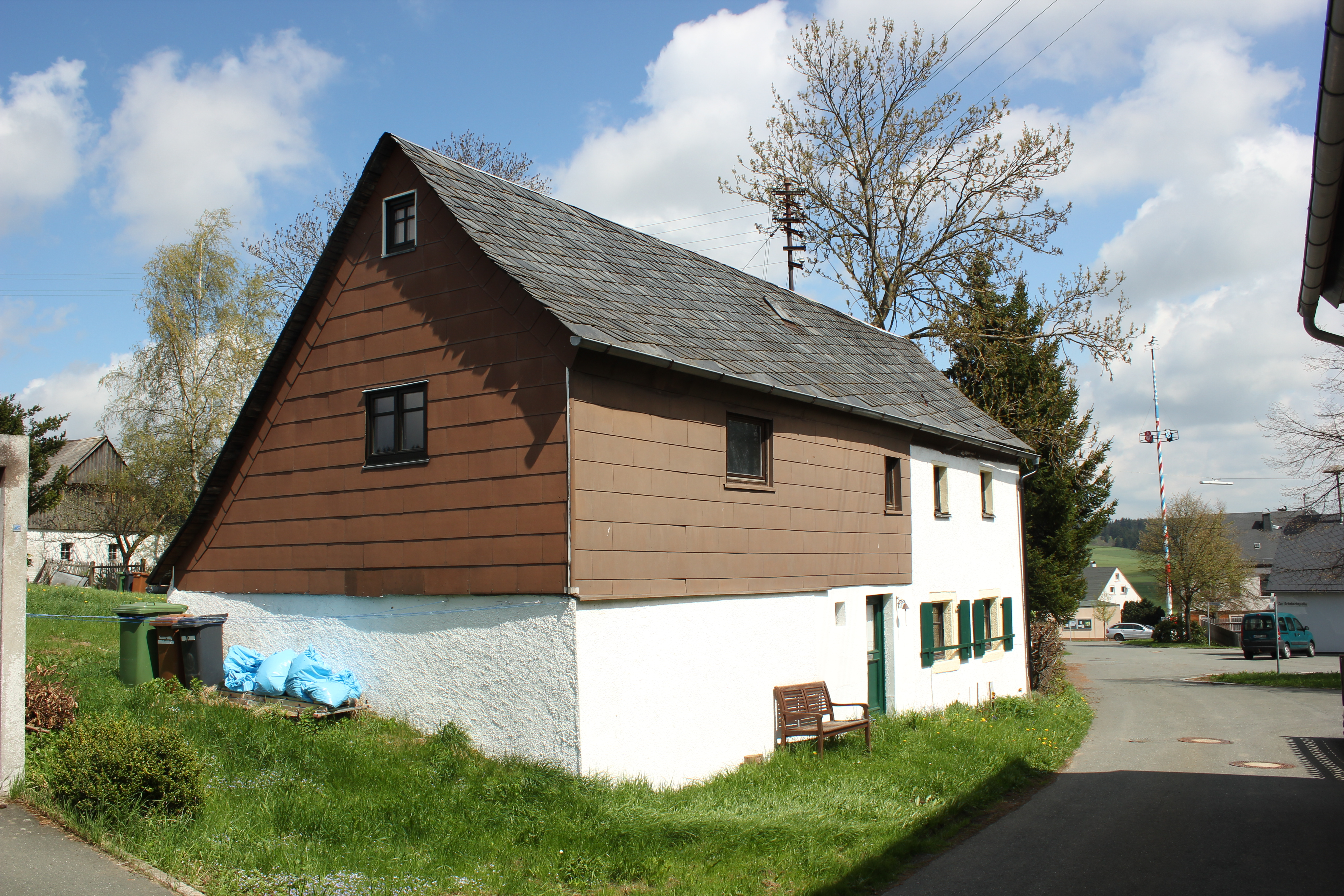
Wohnhaus mit Frackdach, Ende 18. Jahrhundert
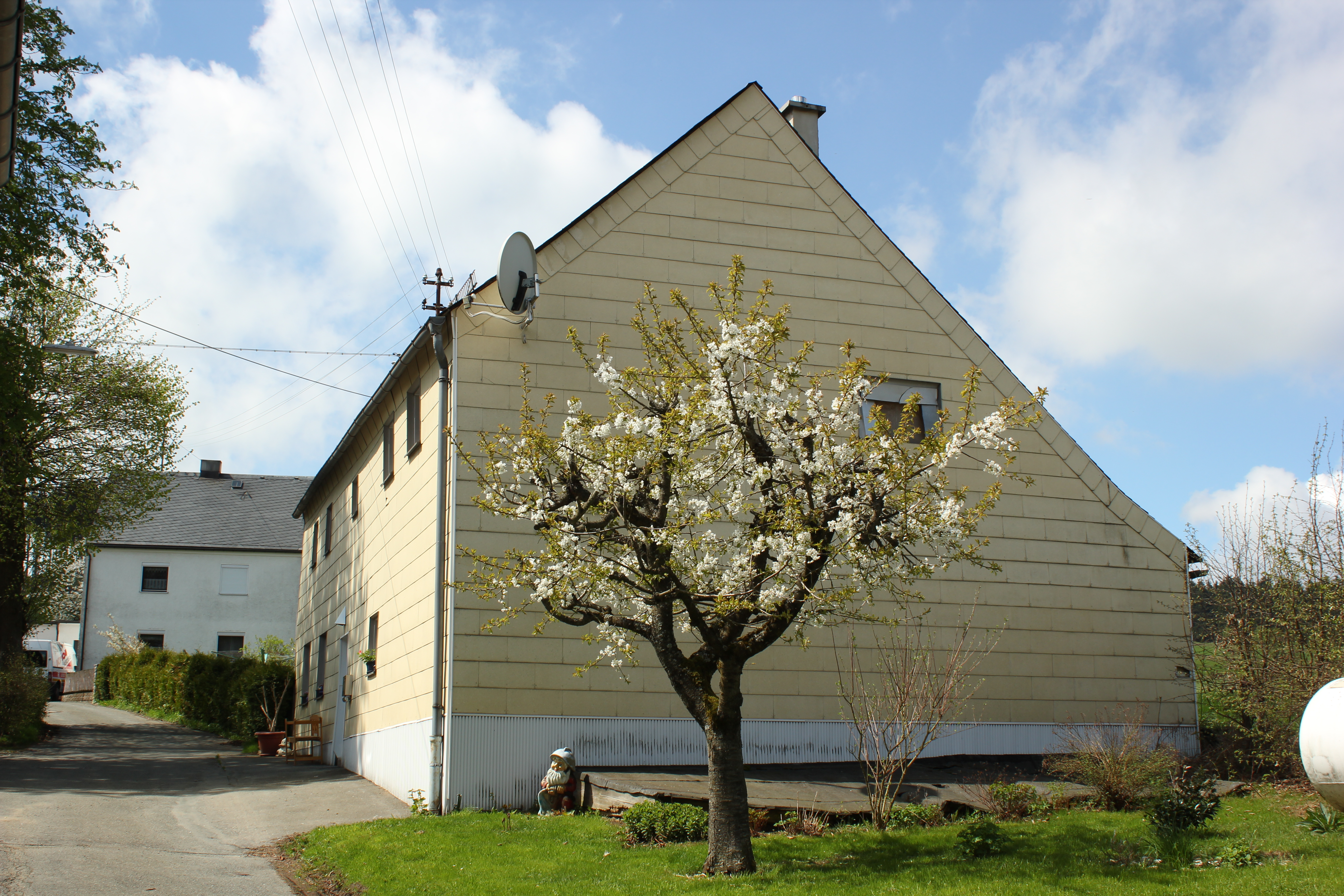
Wohnhaus mit Frackdach, um 1800
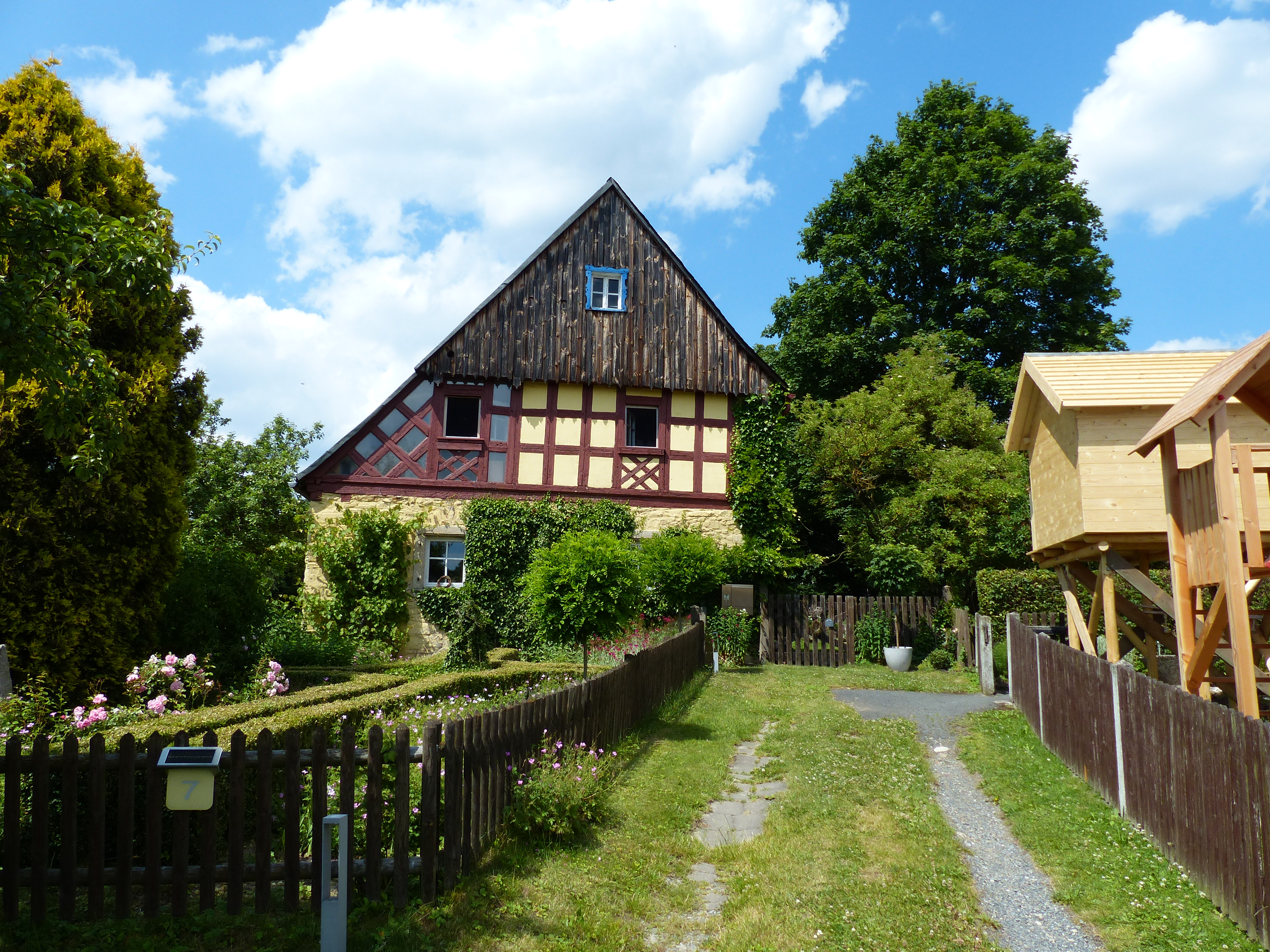
Wohnstallhaus mit Frackdach und Fachwerkobergeschoss in Martinlamitz
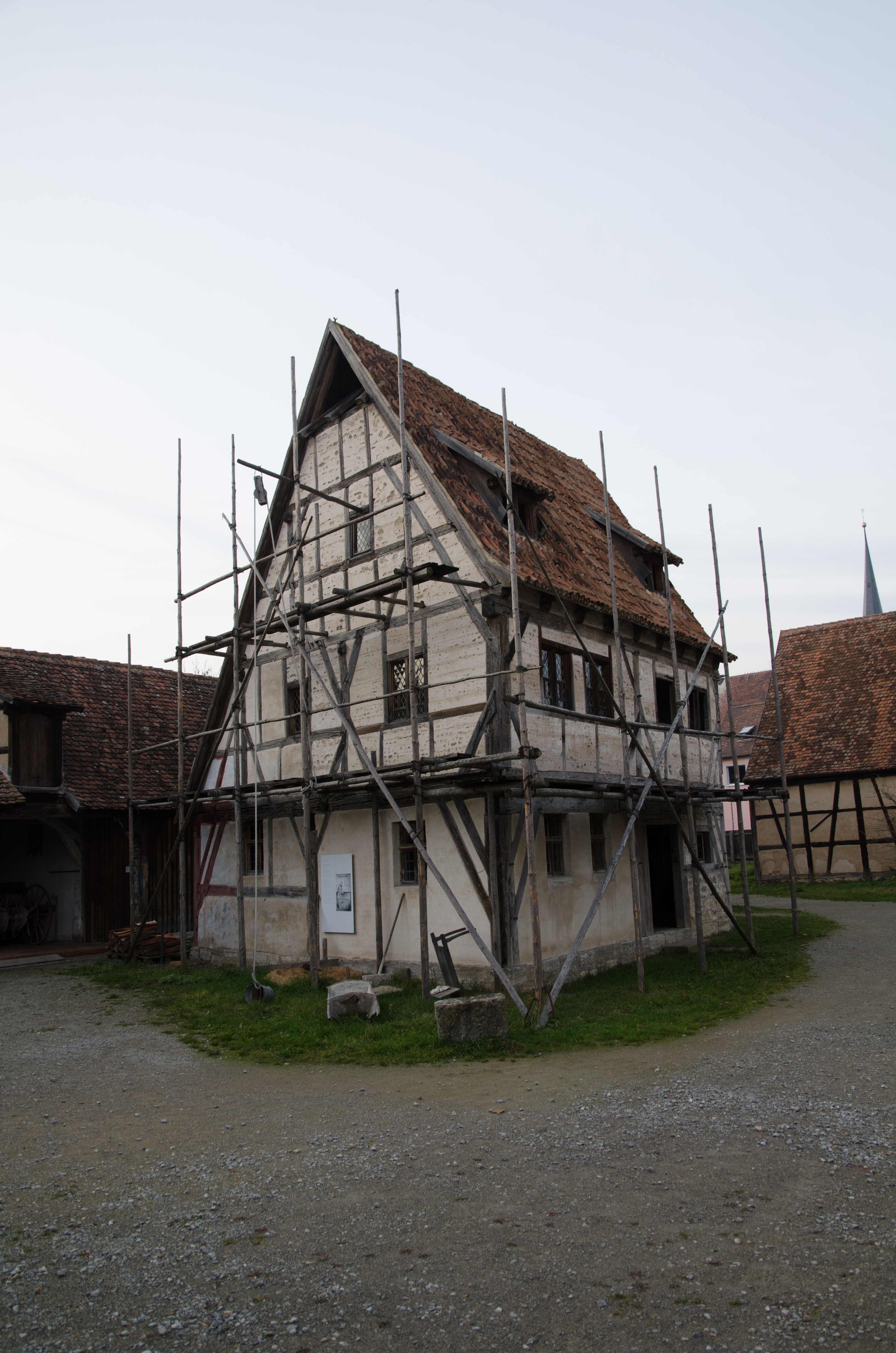
Ältestes bekanntes Frackdachhaus, 1421 in Bad Windsheim errichtet
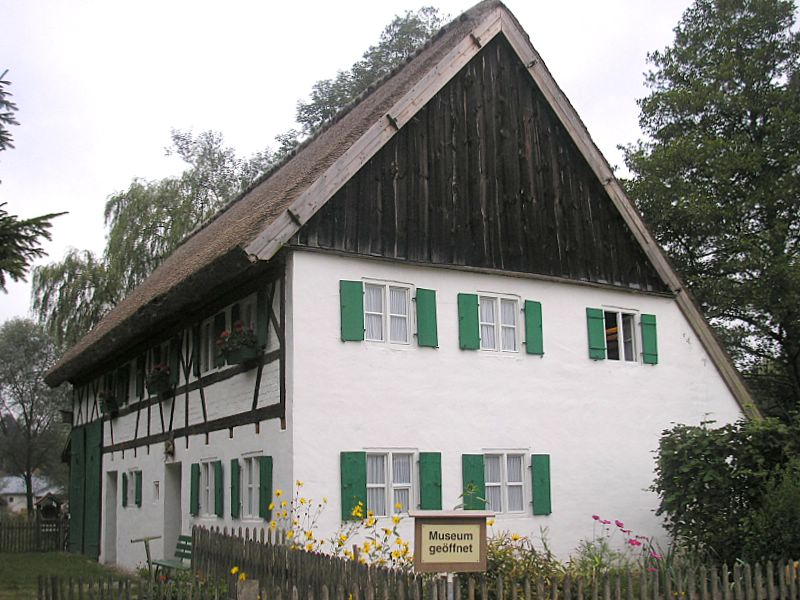
Der „Glaserschuster“ aus Döpshofen, heute Bauernmuseum Staudenhaus (strohgedeckt)